# La Stampa
La Stampa (wł. dosłownie „Prasa”) – jeden z największych, opiniotwórczych dzienników włoskich. Wydawany w Turynie, jest własnością koncernu Fiata.
Założony w 1867 jako Gazzetta Piemontese. Pierwszy numer ukazał się 9 lutego 1867 roku. Miał 4 strony, 4 kolumny, ryciny w części reklamowej, nakład 7–8 tysięcy egzemplarzy oraz dwa wydania: poranne i popołudniowe. Redaktorem naczelnym został pisarz Vittorio Bersezio. Za stronę finansową wydawnictwa odpowiadał Casimiro Favale.
W 1895 gazeta została kupiona przez Alfredo Frassati i od tego czasu nieprzerwanie wydawana pod obecnym tytułem. W 1924 zakupiona przez Giovanniego Agnellego.